# Johannes Elai Terserus
Johannes Elai Terserus, född i Leksands prästgård i april 1605 och död den 11 april  1678 i Söderköping, var en svensk teolog och biskop. 
Han var biskop i Åbo stift 1658–1664 och biskop i Linköpings stift 1671–1678.

## Biografi
Johannes Elai Terserus föddes i Leksands prästgård där fadern Elaus Ingelberti Terserus var kyrkoherde. Hans mor var Anna Danielsdotter Svinhufvud. Vid fyra års ålder förlorade Terserus sin mor och fadern gifte då om sig med Margareta Bure, den så kallade Stormor i Dalom, men vid det tolfte miste han även sin far, men vårdades av sin styvmor och dennes senare man, prosten Uno Troilius i Leksand. Av honom skickades Terserus till skolan i Västerås, där biskop Johannes Rudbeckius snart fäste sig vid ynglingens ovanliga stadga och flit, så att han tog honom med som notarie på en visitationsresa till Livland. Sedan han 1628 blivit student vid Uppsala universitet, prästvigdes han 1631 och befordrades 1632 till lektor i grekiska i Västerås samt företog året därefter med understöd av Gyllenhielm, Johan Banér och Axel Oxenstierna en längre studieresa, varunder han besökte de främsta akademierna i Tyskland, Frankrike, England och Holland och bland annat var Johan Banérs huspredikant. Hemkommen återinträdde han 1637 i sitt lektorsämbete samt blev även gymnasierektor och notarie i domkapitlet. 1639 promoverades han till filosofie magister med första hedersrummet i Uppsala. 
Samma år befordrades han till teologie lektor i Västerås. Han utnämndes 1640 till tredje teologie professor i Åbo samt var universitetets rektor 1645 och riksdagsman 1647, då han under sin vistelse i Stockholm gav drottning Kristina undervisning i hebreiska. Sistnämnda år utnämndes han till andra teologie professor i Uppsala och blev 1648 teologie doktor. På uppdrag av drottningen började han 1649 utarbeta en kritisk upplaga av Gamla testamentet med grundtext och latinsk översättning, med vilket arbete han upphörde 1660, då han inte hunnit med mer än de två första Moseböckerna. Han deltog även ganska ivrigt i det politiska livet och var vid den märkliga 1650 års riksdag en av de mest framskjutna målsmännen för de ofrälse ståndens yrkande på en reduktion. För sin lärdom stod han i stor ynnest hos drottningen, men gick miste därom, då han 1651 angavs som medveten om Messeniernas sammansvärjning, i vilkas rättegång han på grund av bristande bevis inte blev invecklad. 
Vad han förlorade i förtroende hos Kristina, återvann han i fördubblat mått hos Karl X Gustav, vilken så gott som mot stiftets vilja utnämnde honom till biskop i Åbo 1658, vilket stift han tillträdde 1659, efter att ha deltagit i en kommission för kyrkoordningens reviderande. Då följande år drottning Kristina besökte Sverige, var han vid riksdagen den, som egentligen genomdref, att hon ej här skulle få utöva sin nya religion. Lärd, skarpsinnig, arbetsam och tilltagsen, men på samma gång orolig, egenkär, envis och självrådig, hade han skaffat sig en mängd ovänner, vilka endast väntade på tillfälle att med samlad kraft angripa honom. Ett sådant yppade sig, när Terserus 1662 utgav sin Förklaring över Cathechismum, eller the sex vår christliga läras huvudstycken, vilken författaren underställt domkapitlets prövning. Den första, som drog i strid mot både bok och författare, var den lärde professor Enevald Svenonius som omutlig försvarare av renlärig Lutherdom anklagade Johannes Terserus för synkretism.
Tvisten mellan honom och Terserus övergick snart till sådana uppträden, att rådet ansåg sig tvungen att ingripa i saken. Förhandlingarna i den för tvistepunkternas prövning av regeringen tillsatta kommissionen hade till resultat, att Terserus, av vars skrift alla exemplar blivit indragna, ålades att avhålla sig från biskopsämbetets utövning, till dess hans sak vid följande riksdag blivit av prästeståndet prövad och undersökt. "Undersökningen" som vidtogs vid 1664 års riksmöte, och varigenom i synnerhet synkretistiska åsikter hos Terserus ansågs vara ådagalagda, slutade så, att Terserus blev avsatt. 
Han uppehöll sig därefter en tid i sin förra annexförsamling, Pargas vid Åbo, men utnämndes redan 1665 till kyrkoherde i Riddarholmsförsamlingen i Stockholm, vartill han 1666 fick lägga Bromma församling väster om Stockholm. Han var kyrkoherde i Riddarholmen 1665-1669. År 1669 förflyttades han såsom kyrkoherde till Klara församling. När han blev kyrkoherde i Klara fick han behålla kyrkoherdetjänsten i Bromma som prebende. 1671 utnämndes han till biskop i Linköping. I den nya biskopsbefattningen visade han sitt vanliga nit och förhöll sig i övrigt stilla de första åren. Men vid riksdagen 1675, då han fått i uppdrag att vara promotor vid den efter kröningen anordnade teologie doktorspromotionen, upptog han i sitt tal och försvarade på nytt sina avsvurna teologiska satser, framför allt sin ringaktning af den 1663 såsom symbolisk bok fastställda Konkordieformeln. Saken väckte stor förargelse icke blott hos de ortodoxa, utan även hos rådet och ständerna, så att det endast var genom kungens maktspråk som fred kunde åstadkommas. Från den stunden drog sig Terserus undan till sitt stift, där han plötsligt träffades av slag i Söderköping och avled den 11 april 1678. 
Terserus var en man med många och stora förtjänster och i utövningen av sitt biskopliga ämbete en förman utan anseende till personen. Det är icke otroligt, att den självrådighet, varmed han gick till väga mot underordnade och ämbetsbröder, förskaffade honom hans många fiender och var den verkliga och huvudsakliga anledningen till det hat, varmed han av sin samtid förföljdes. Hans uppfattning av Konkordieformelns ringa värde gjorde sig efter hand så gällande i det allmänna medvetandet, att dess obehövlighet erkändes genom 1809 års grundlag och den 1829 beslutade förenklingen av prästeden.
Terserus gifte sig första gången 1638 med sin styvsyster Elisabet Troilia och sedan hon avlidit, andra gången 1657 med hennes släkting Maria Grubb. En son i första äktenskapet adlades med namnet Tersér, en annan, Uno Terserus, blev professor.

### Bilder

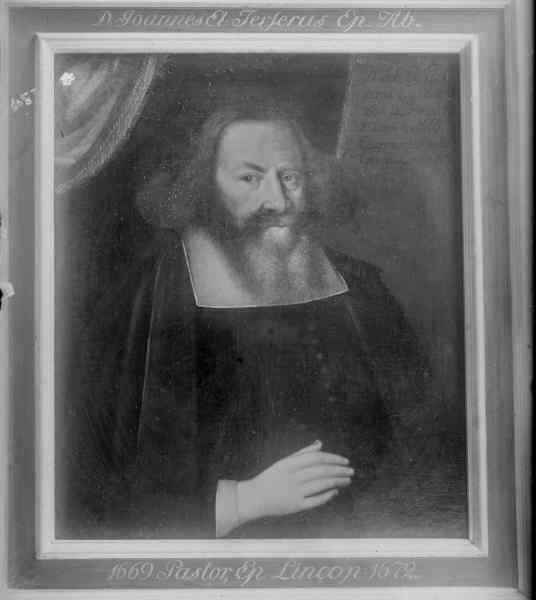
Johannes Elai Terserus, porträtt i Klara kyrka från 1672.
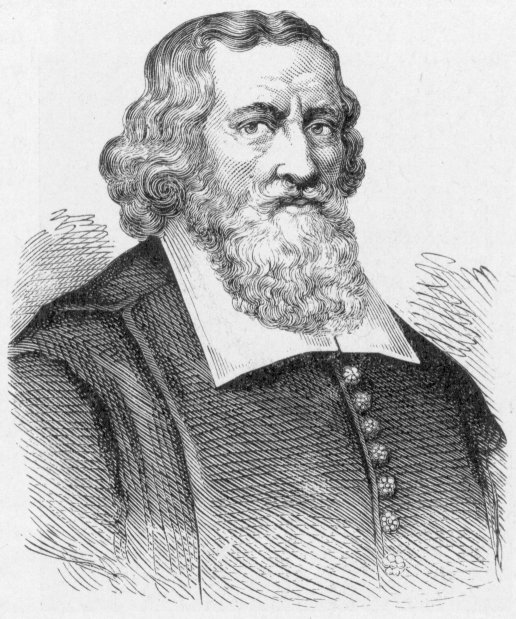
Porträtt av Terserus